# Trinitron

Logo Trinitron

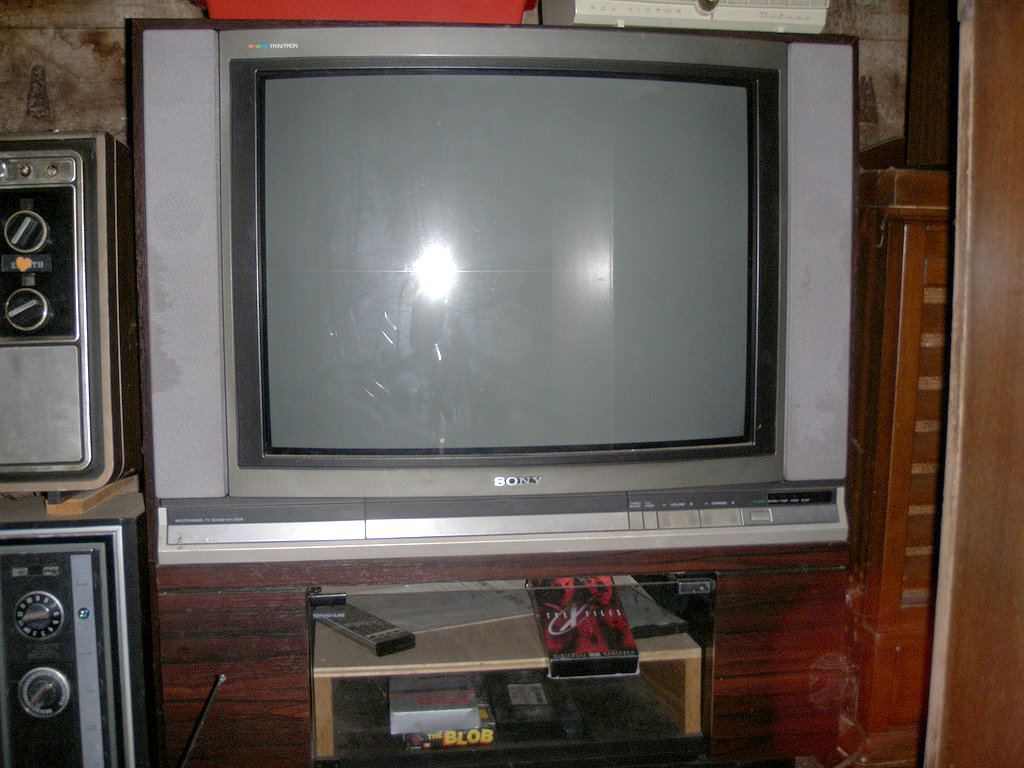
Telewizor Sony Trinitron

Trinitron – znak towarowy należący do firmy Sony oraz marka kineskopów w telewizorach i monitorach tej firmy. 
Technologia produkcji została opracowana przez specjalistów z firmy Sony w latach sześćdziesiątych XX wieku. Pierwsze odbiorniki telewizyjne ze znakiem Trinitron wprowadzono na rynek w październiku 1968. Pierwotne zastosowanie technologii miało miejsce w produkowanych przez firmę telewizorach, a wraz z rozwojem rynku komputerów osobistych w latach osiemdziesiątych XX wieku dostosowano ją również do monitorów komputerowych.

## Uproszczony opis budowy
W Trinitronach luminofor jest nakładany na ekran w formie pionowych pasków, zamiast małych punktów jak w konwencjonalnych kineskopach. Natomiast maska kineskopu posiada podłużne pionowe nacięcia w miejsce otworów. Nieprzezroczysta część matrycy zajmuje mniejszą powierzchnię, co powoduje, że wyświetlany obraz odznacza się większą jasnością i kontrastem. Jednakże maska, która jest zbudowana z setek delikatnych włókien utrzymywana jest w całości przy pomocy jednego lub dwóch poziomych włókien rozciągających się przez całą szerokość ekranu. Poziome włókna pełnią funkcję tłumika drgań, a ponadto zabezpieczają maskę przed zmianami rozmiarów na skutek rozgrzewania się podczas pracy. Pewną wadą jest to, że mogą być one widoczne jako cienka pozioma linia, jednak tylko w przypadku wyświetlania jasnego i jednolitego tła. Ponadto włókna umieszczane były zawsze poza środkową częścią obrazu, poniżej lub dodatkowo powyżej – w dużych ekranach. Liczba widocznych linii jest zależna od przekątnej ekranu. Dla ekranów telewizyjnych do 21 cali widoczna jest jedna linia, dla większych dwie. W przypadku kineskopów do monitorów komputerowych, dwa poziome włókna montowano w ekranach o przekątnej od 17 cali. 
Najważniejszymi zaletami kineskopów Trinitron jest kształt ekranu zbliżony do wycinka walca lub zupełnie płaski oraz redukcja zmian rozmiaru maski pod wpływem ciepła, a także zwiększenie jasności ekranu przy niezmienionej mocy dostarczanej do urządzenia.
Pod koniec lat dziewięćdziesiątych XX wieku wygasł patent na produkcję kineskopów w technologii Trinitron. Od tej pory inne firmy mogły projektować swoje produkty w tej technice bez licencji wydanej przez koncernu Sony, jednakże nie mogły, co oczywiste, używać marki Trinitron. W efekcie koncern Mitsubishi wytwarzał w tej technologii kineskopy pod nazwą DiamondTron, a kineskopy PerfectFlat firmy ViewSonic były adaptacją rozwiązania Mitsubishi. 
Główną różnicą pomiędzy produktami firmy Sony a pozostałymi jest liczba dział elektronowych. Kineskopy Sony wyposażone były w trzy działa elektronowe po jednym dla każdego z kolorów składowych, natomiast wyrób Mitsubishi posiadał jedno wspólne działo dla wszystkich barw.
Firma Sony była również producentem telewizorów i monitorów marki High Black Trinitron oraz Wega.
Aktualnie technologia kineskopowa została całkowicie wyparta przez wyświetlacze LCD, plazmowe i ich następców.